# Scott megye (Virginia)
Scott megye az Amerikai Egyesült Államokban, azon belül Virginia államban található. Megyeszékhelye és legnagyobb városa Gate City. Lakosainak száma 21 576 fő (2020. április 1.). Scott megye Wise, Russell, Washington, Sullivan, Hawkins, Hancock és Lee megyékkel határos.

## Népesség
A megye népességének változása:
| Lakosok száma | 23 133 | 22 943 | 22 770 | 22 640 | 22 126 | 21 576 |
|               | 2010   | 2011   | 2012   | 2013   | 2015   | 2020   |